# Ša-la-la
Ša-la-la četvrti je studijski album hrvatskog pop-rock sastava Srebrna krila, koji izlazi 1981. godine, a objavljuje ga Jugoton. Album donosi hitove Manuela, Cha-Cha, Šalio se ja, Fontana sna i mnoge druge. U stilu je Novog vala kao i prezhodni album grupe. Ovo je ujedno i prvi album na kojem bubnjeve svira Slavko Pintarić Pišta koji je u sastav došao 1981. kada su Dado i Adi napustili sastav. 

## Popis pjesama

### A strana
1. Slomi u sebi svoj bijes (2:29)
2. Manuela cha-cha-cha (2:40)
3. Silvi (5:31)
4. Mi smo vjerni našoj ljubavi (2:44)
5. Šalio se ja (2:36)

### B strana
1. Dajem ti iz ljubavi pet (3:14)
2. Brigadirska pjesma (3:11)
3. Fontana sna (3:07)
4. Ne okreći se (2:41)
5. Reci mi istinu (3:35)